# I gemelli del Texas
I gemelli del Texas es una comedia wéstern de 1964 dirigida por Steno.

## Argumento
Durante un ataque de bandidos e indios a un viaje de colonos, dos pares de bebés gemelos se separan. Dos, Jonathan y Ezekiel, son criados por un oficial del Ejército de Salvación, mientras que los otros dos, Joey y Kid, son criados por el bandido Malanza. Como adultos jóvenes, son periodistas o criminales buscados por la ley. Cuando los criminales son enviados tras sus hermanos para eliminarlos por el jefe de la ciudad, Arnold, quien ve que los periodistas interfieren con sus maquinaciones, se produce una confusión tan violenta que la operación fracasa por completo. Prevalece el amor fraternal.

## Reparto
- Walter Chiari: Ezekiel / Joey.
- Raimondo Vianello: Jonathan / Kid.
- Diana Lorys: Fanny.
- Marta May: Betty (como Maria Jesus Mayor).
- Carmen Esbrì: Dominique.
- Alfonso Rojas: Malanza.
- Joaquin Pamplona: Captain Lister.
- Umberto Raho: Mike.
- Miguel del Castillo: Arnold.
- Liana Del Balzo: Malanzas Mutter.
- Bruno Scipioni
- Eugenio Galadini
- Franca Polesello: Madame Duval.
- Josefina Serratosa: Señora Floto.
- Tito García: Jeff.

## Lanzamiento

### Taquilla
La recaudación bruta de la taquilla italiana fue de 221 millones de liras.

### Recepción crítica
Es «un asunto bastante divertido, ya que la película tiene un guión con muchos chistes realmente exitosos», dice Christian Keßler. Vice elogió a los dos protagonistas, Chiari y Vianello, en una «farsa llena de acontecimientos». Los Segnalazioni Cimenatografiche opinaron lo mismo sobre el primero, pero calificaron el resultado como «nada más que mediocre».